# Cardiocondyla allonivalis
Cardiocondyla allonivalis (лат.) — вид мелких муравьёв рода Cardiocondyla из подсемейства мирмицин (Myrmicinae). Эндемик Папуа — Новая Гвинеи. 

## Распространение
Папуа — Новая Гвинея. Найден в четырёх местах: Cape Wom (3.533° S, 143,583° E), Wanang (5.250° S, 145,267° E), Goldie River (9.30° S, 147,42° E), Popondetta (8.77° S, 148,24° E).

## Описание
Длина около 2 мм. Голова и грудь беловато-желтоватые, брюшко буровато-чёрное. Постпетиолярный стернит в профиль сильно выпуклый; эта выпуклость образована двусторонними долями, сильно выступающими по сравнению со срединным уровнем стернита; эти доли выглядят как углы в переднебоковом виде. Проподеальные шипы на заднегрудке острые. Усики 12-члениковые. Вид был впервые описан в 2022 году немецким мирмекологом Б. Зейфертом (Bernhard Seifert; Зенкенбергский музей). C. allonivalis морфологически сходен с видом Cardiocondyla nivalis, однако у последнего постпетиолярный стернит в профиль плоский без каких-либо переднелатеральных углов. Биология неизвестна. Гнездо обнаружено в почве в литоральном лесу. Вместе эти виды отнесены к видовой группе Cardiocondyla nivalis Group.